# NYHA
New York Heart Association Functional Classification, förkortat NYHA, är ett system för klassificering av allvarlighetsgraden av hjärtsvikt.

## Klassificering
Klassificeringen utgår från mängden symtom, och begränsningen av möjlighet till ansträngning, vid olika grad av fysisk aktivitet:
| NYHA I   | Ingen begränsning i aktivitetsgrad. Fysisk ansträngning ger ingen onormal trötthet, hjärtklappning eller andfåddhet.                                                  |
| NYHA II  | Lätt begränsning i fysisk aktivitet. Inga besvär i vila, men måttlig ansträngning ger betydande symtom (trötthet, hjärtklappning och/eller andfåddhet)                |
| NYHA III | Betydande begränsning i fysisk aktivitet. Inga besvär i vila, men även lätt ansträngning (till exempel gång i lätt uppförsbacke eller av- och påklädning) ger symtom. |
| NYHA IV  | Symtom i vila som ökar vid minsta aktivitet. Patienten är oftast stillasittande eller liggande till följd av sin sjukdom.                                             |